# Elbert N. Carvel

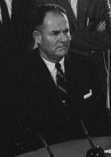
Elbert N. Carvel (1961)

Elbert Nostrand Carvel (* 9. Februar 1910 in Shelter Island, Long Island, New York; † 6. Februar 2005 in Laurel, Delaware) war ein US-amerikanischer Politiker und von 1949 bis 1953 sowie zwischen 1961 und 1965 Gouverneur des Bundesstaates Delaware.

## Frühe Jahre
Elbert Carvel besuchte bis 1928 das Baltimore Polytechnic Institute, an dem er das Ingenieurwesen erlernte. Danach studierte er bis 1931 an der University of Baltimore Jura. Schließlich beendete er seine Ausbildung mit einem Studium des Verrechnungswesens an der Johns Hopkins University. Anschließend arbeitete er für die Valliant Fertilizer Company. In dieser Firma war er zunächst in der Haushaltsabteilung beschäftigt, später wurde er Abteilungsdirektor und schließlich Präsident. Außerdem war er im Vorstand einiger anderer Unternehmen.

## Politischer Aufstieg
Elbert Carvel war Mitglied der Demokratischen Partei. Im Jahr 1944 wurde er als deren Kandidat mit 51 % der Stimmen zum neuen Vizegouverneur von Delaware gewählt. Damit war er von 1945 bis 1949 Stellvertreter von Gouverneur Walter W. Bacon. Vier Jahre später wurde er von seiner Partei zum Kandidaten für die anstehende Gouverneurswahl nominiert. Diese gewann Carvel mit 54 % der Wählerstimmen gegen Hyland P. George, den Kandidaten der Republikanischen Partei. Damit war er der erste Vizegouverneur von Delaware, der später zum Gouverneur gewählt wurde. Carvel war auch Delegierter auf der Democratic National Convention des Jahres 1948.

## Gouverneur von Delaware
Elbert Carvel trat sein neues Amt am 18. Januar 1949 an. Im Jahr 1952 unterlag er beim Wiederwahlversuch Cale Boggs, der 52 % der Stimmen erhielt. Im Jahr 1958 kandidierte er erfolglos für einen Sitz im US-Senat. Dafür wurde er 1960 ein zweites Mal zum Gouverneur seines Staates gewählt. Dieses Mal setzte er sich mit 52 % der Stimmen gegen den Republikaner und ehemaligen Vizegouverneur John W. Rollins durch. Damit konnte er zwischen Januar 1961 und Januar 1965 eine zweite Amtszeit als Gouverneur absolvieren. Er war der erste demokratische Gouverneur seines Staates mit zwei jeweils vierjährigen Amtszeiten.
Carver war ein Gegner der Todesstrafe und unterstützte im damals noch sehr konservativen Delaware die Bürgerrechtsbewegung. In seiner Regierungszeit wurden die Wahlgesetze reformiert und eine Dienstleistungskommission gegründet. Außerdem entstand damals ein Ministerium zur Weiterentwicklung des Staates (State Development Departement) und der Bildungsetat wurde erhöht. Damit konnten neue Schulen gebaut und die Gehälter der Lehrer angehoben werden. Gouverneur Carvel verbesserte auch die Infrastruktur seines Staates. Unter anderem wurde das Straßen- und Autobahnnetz ausgebaut. Carvels zweite Amtszeit endete am 19. Januar 1965.

## Weiterer Lebenslauf
Bereits 1964 hatte er noch einen erfolglosen Versuch unternommen, in den US-Senat gewählt zu werden. Danach zog er sich aus der Politik zurück und widmete sich seinen privaten Angelegenheiten. Elbert Carvel starb wenige Tage vor seinem 95. Geburtstag am 6. Februar 2005. Seit 1932 war er mit Ann Hall Valliant verheiratet, mit der er vier Kinder hatte.